# انجل بیکریز
انجل بیکریز (عبری: מאפיות אנג'ל‎) شرکت صنایع غذایی اسرائیلی است، که در سال ۱۹۲۷ تأسیس شد.